# کوه سیاسرد
کوه سیاسرد، کوهی که در ۶ کیلومتری جنوب بروجن قرار دارد. ارتفاع آن از سطح آب حدود ۲۷۰۰ متر و ارتفاع آن از دامنه‌اش حدود ۴۵۰ متر است. در دامنهٔ شمالی آن، چشمه سیاسرد قرار دارد.